# العلاقات الإندونيسية البولندية
العلاقات الإندونيسية البولندية هي العلاقات الثنائية التي تجمع بين إندونيسيا وبولندا.

## مقارنة بين البلدين
هذه مقارنة عامة ومرجعية للدولتين:
| وجه المقارنة                                              | إندونيسيا         | بولندا                                                                             |
| --------------------------------------------------------- | ----------------- | ---------------------------------------------------------------------------------- |
| المساحة (كم2)                                             | 1.90 مليون        | 312.68 ألف                                                                         |
| عدد السكان (نسمة)                                         | 263.99 مليون      | 38.43 مليون                                                                        |
| الكثافة السكانية (ن./كم²)                                 | 138.94            | 122.91                                                                             |
| العاصمة                                                   | جاكرتا            | وارسو                                                                              |
| اللغة الرسمية                                             | اللغة الإندونيسية | اللغة البولندية                                                                    |
| العملة                                                    | روبية إندونيسية   | زلوتي بولندي                                                                       |
| الناتج المحلي الإجمالي (بليون دولار)                      | 1.02 تريليون      | 524.51 مليار                                                                       |
| الناتج المحلي الإجمالي (تعادل القوة الشرائية) بليون دولار | 2.85 تريليون      | 1.02 تريليون                                                                       |
| الناتج المحلي الإجمالي الاسمي للفرد دولار أمريكي          | 3.35 ألف          | 12.55 ألف                                                                          |
| الناتج المحلي الإجمالي للفرد دولار أمريكي                 | 10.52 ألف         | 26.14 ألف                                                                          |
| مؤشر التنمية البشرية                                      | 0.684             | 0.843                                                                              |
| رمز المكالمات الدولي                                      | +62               | +48                                                                                |
| رمز الإنترنت                                              | .id               | .pl                                                                                |
| المنطقة الزمنية                                           |                   | توقيت وسط أوروبا، ت ع م+01:00، ت ع م+02:00، أوروبا/وارسو ‏، توقيت وسط أوروبا الصيفي |

## منظمات دولية مشتركة
يشترك البلدان في عضوية مجموعة من المنظمات الدولية، منها:
| علم المنظمة | اسم المنظمة                        | تاريخ انضمام إندونيسيا | تاريخ انضمام بولندا |
| ----------- | ---------------------------------- | ---------------------- | ------------------- |
|             | مؤسسة التنمية الدولية              | 20 أغسطس 1968          | 28 أكتوبر 1960      |
|             | يونسكو                             | 27 مايو 1950           | 6 نوفمبر 1946       |
|             | وكالة ضمان الاستثمار متعدد الأطراف | 12 أبريل 1988          | 29 يونيو 1990       |
|             | الأمم المتحدة                      | 28 سبتمبر 1950         | 24 أكتوبر 1945      |
|             | الفريق المعني برصد الأرض           | ?                      | ?                   |
|             | الاتحاد البريدي العالمي            | ?                      | 1 مايو 1919         |
|             | البنك الدولي للإنشاء والتعمير      | 13 أبريل 1967          | 27 يونيو 1986       |
|             | المنظمة الهيدروغرافية الدولية      | ?                      | ?                   |
|             | الاتحاد الدولي للاتصالات           | 1949                   | 1921                |
|             | منظمة حظر الأسلحة الكيميائية       | ?                      | ?                   |
|             | مؤسسة التمويل الدولية              | 23 أبريل 1968          | 29 ديسمبر 1987      |
|             | منظمة التجارة العالمية             | ?                      | 1 يوليو 1995        |
|             | منظمة الشرطة الجنائية الدولية      | 5 أكتوبر 1954          | ?                   |

## أعلام
هذه قائمة لبعض الشخصيات التي تربطها علاقات بالبلدين:
- آدم مالك (22 يوليو 1917[21] – 5 سبتمبر 1984[21])

## وصلات خارجية
- موقع وزارة الخارجية الإندونيسية
- موقع وزارة الخارجية البولندية